# Tina Hermann
Tina Hermann, född 5 mars 1992, är en tysk idrottare som tävlar i skeleton.
Hon har vunnit flera medaljer i både världs- och europeiska mästerskapen samt världscupen. Hermann har också deltagit i Olympiska vinterspelen 2018 men där blev det ingen medalj.
Hon arbetar till vardags för den tyska federala ordningspolisen Bundespolizei i Bischofswiesen.